# 采格莱德
采格莱德是匈牙利佩斯州的一个镇，距离首都布达佩斯约70公里，面积244.87平方公里，人口38,220人（2004年）。